# 돛새치
돛새치(영어: Indo-Pacific sailfish, 학명: Istiophorus platypterus 이스티오포루스 플라튀프테루스[*])는 농어목 돛새치과의 물고기이다. 비늘은 적다. 칼처럼 튀어나온 양턱에 작은 이가 있다. 제1등지느러미가 크고 길어 돛을 단 것 같고 짙은 푸른색의 고운 반점이 밀집해 있다. 배지느러미가 가슴지느러미보다 훨씬 길고 몸빛은 짙은 푸른색으로 옆줄에 옅은 푸른빛의 가로띠가 10여 줄 있다. 태평양과 인도양에 분포하며, 한국에서는 한국 중남부와 제주도 근해에 분포한다. 평균적으로 돛새치는 3m 이상으로 자라지 않으며, 90kg가 넘는 개체는 주로 발견되지 않는다.

## 색
돛새치는 상황에 따라 색이 변하는데, 평소에는 푸른색과 회색을 띈다. 하지만 흥분될 때에는 갈색, 회색, 보라색, 그리고 은색 바탕에 밝은 하늘색 가로띠와 은색 점이 나타난다. 먹이활동 시에도 체색이 변하는데, 푸른색 바탕에 노란빛이 도는 줄무늬가 나타난다. 돛새치의 체색은 신경계에 의해서 조절되기 때문에 빠른 시간 내에 체색을 바꿀 수 있다.
돛새치는 사냥 전략에도 자신의 색을 이용한다. 먹이인 작은 물고기들은 빠르게 움직이는 새치의 줄무늬 색에 혼란스러워져 자포자기해 쉽게 잡히고 만다. 또한, 돛새치들은 먹이에게 돌진하는 등 자신의 행동을 동료 돛새치들에게 알리는 데도 색을 유용하게 사용한다.

## 먹이
표층 주변에서 다양한 소형 어류와 두족류를 잡아먹는다.

## 참고 문헌
- 이 문서에는 다음커뮤니케이션(현 카카오)에서 GFDL 또는 CC-SA 라이선스로 배포한 글로벌 세계대백과사전의 내용을 기초로 작성된 글이 포함되어 있습니다.